# Marco Navas
Marco Antonio Navas González (Los Palacios y Villafranca, provincia de Sevilla, 21 de septiembre de 1982) es un exfutbolista español, cuya posición fue centrocampista. Es hermano del también futbolista Jesús Navas.

## Trayectoria
Empezó a jugar al fútbol con su hermano Jesús en la Unión Deportiva Los Palacios de su localidad natal, para saltar con este al fútbol base del Sevilla FC. La temporada 2003/04 ambos coincidieron en el filial sevillista y poco después del debut de Jesús en el primer equipo, Marco Antonio siguió los pasos de su hermano pequeño, estrenándose en Primera División el 21 de febrero de 2004 en un partido ante la Real Sociedad. Esa temporada ambos alternaron el filial con esporádicas intervenciones en el primer equipo, en el caso de Marco, apareciendo en tres partidos de Primera División.
Sin embargo, a diferencia de su hermano Jesús, Marco no consiguió hacerse un hueco en la primera plantilla a lo largo de la siguiente temporada, por lo que la campaña 2005/06 fue cedido al Polideportivo Ejido de Segunda División. Con los almerienses jugó 30 partidos ligueros en los que anotó un gol.
Al término de ese curso se desvinculó definitivamente del Sevilla FC para fichar por Xerez CD, también de la categoría de plata. En agosto de 2008 fichó por el Albacete Balompié, de Segunda División y en 2009 por el Club Deportivo Guadalajara de la Segunda División B.
El 16 de agosto de 2013, Marco Navas ficha por el club inglés de Bury FC situado en la ciudad de Mánchester donde también vivió su hermano Jesús Navas que jugaba en el Manchester City.
El 23 de junio de 2014 ficha por el CD Cabecense, de la Tercera División de España G X, que abandona a principios de noviembre del mismo año.
A comienzos de la temporada 2015/16 La Liara Balompié, de la Segunda División Andaluza, intenta que el jugador, entrenando con el equipo en esos momentos, se incorpore a sus filas.

## Clubes
| Club                   | País       | Año       |
| ---------------------- | ---------- | --------- |
| Sevilla Atlético       | España     | 2003-2004 |
| Sevilla F. C.          | España     | 2003-2005 |
| Poli Ejido             | España     | 2005-2006 |
| Xerez C. D.            | España     | 2006-2008 |
| Albacete Balompié      | España     | 2008-2009 |
| C. D. Guadalajara      | España     | 2009-2010 |
| S. D. Huesca           | España     | 2010-2011 |
| Elche C. F.            | España     | 2011      |
| C. D. Leganés (cedido) | España     | 2011-2012 |
| Recreativo de Huelva   | España     | 2012-2013 |
| Bury F. C.             | Inglaterra | 2013-2014 |
| C. D. Cabecense        | España     | 2014-2015 |
| La Liara Balompié      | España     | 2015-2016 |